# Tyrant (Marvel Comics)
Pour les articles homonymes, voir Tyrant.
Tyrant est un super-vilain extraterrestre et une entité cosmique évoluant dans l'univers Marvel de la maison d'édition Marvel Comics. Créé par le scénariste Ron Marz et le dessinateur Ron Lim, le personnage de fiction apparaît pour la première fois dans le comic book Silver Surfer (vol. 3) #81 en juin 1993.

## Biographie du personnage

### Origines
Dans un lointain passé, Galactus, le Dévoreur de Planètes, crée un être à son image. Toutefois, ce dernier développe une soif de conquête qui l'amène à s'opposer à son créateur, seulement motivé par un but de survie. Les conquêtes violentes de Tyrant soulèvent une opposition chez de nombreuses races, dont un ordre de super-guerrières, le Spinsterhood dont fait partie Ganymède.
Galactus s'oppose lui aussi finalement à son serviteur, et leur combat détruit plusieurs galaxies. Il le prive secrètement de son immense pouvoir et l'exile au bout du cosmos. Le Spinsterhood pense être à l'origine de la défaite du monstre, mais sans Galactus, rien n'aurait été possible.

### Parcours
Durant son long exil, Tyrant construit une armée et se lance dans la capture de puissants êtres cosmiques dont il souhaite voler le pouvoir. Il capture donc le Silver Surfer, Beta Ray Bill, Gladiator, Terrax, Morg, le Valet de Cœur et Ganymède. Le Valet de Cœur réussit à libérer les autres détenus, mais ces derniers sont facilement battus par Tyrant. Au même moment, Galactus, à la recherche de son héraut d'alors, Morg, arrive sur les lieux du combat. Tyrant garde Morg contre la liberté de tous les autres, et Galactus accepte.
Thanos, à la recherche d'un défi, s'allie à Captain Marvel (Genis-Vell), le Valet, Terrax et Ganymède, et le groupe attaque la forteresse de Tyrant. Thanos abandonne ses partenaires, puis finalement leur permet de fuir, défiant Tyrant en combat singulier. Quand la forteresse est détruite dans le combat, Thanos se téléporte, emportant avec lui une partie de la puissance de Tyrant.
Plus tard, Tyrant ressuscite Morg pour piéger Galactus. Mais Morg reprend le contrôle et utilise le Nullificateur Ultime, la seule arme crainte par Galactus. Le vaisseau du Dévoreur est détruit, et tout ce qui est à bord, incluant Tyrant et Morg. Galactus échappe de peu à la mort, à l'insu de tous, en s'échappant dans une autre dimension.

## Pouvoirs, capacités et équipement
Comme Galactus, le pouvoir cosmique de Tyrant provient des énergies puisées sur plusieurs planètes. Son pouvoir lui permet de résister à des attaques simultanées de hérauts de Galactus, voire s'opposer à Galactus lui-même.
- Tyrant possède des caractéristiques biomécaniques qui lui permettent de se lier à différents types de technologies.
- Il possède un gigantesque vaisseau-monde nommé la Forteresse. Il peut entrer dans un état de repos et contrôler mentalement les systèmes du vaisseau.
- Il commande à des extra-terrestres asservis et possède une armée de soldats robots, alimentés en absorbant la puissance d'autres êtres.